# Пеструшка Четверикова
Пеструшка Четверикова (лат. Neptis tschetverikovi) — дневная бабочка из семейства нимфалид. Вид назван в честь Сергея Сергеевича Четверикова (1880—1959) — русского биолога, генетика-эволюциониста.

## Описание
Длина переднего крыла: самцов 28—34 мм, самок 32—36 мм. Размах крыльев: самцы 50—55 мм, самки 60—65 мм. Фоновый цвет крыльев чёрно-бурый. Все пятна и перевязи на крыльях беловатого или слегка желтого цвета. Центральную ячейку переднего крыла пересекает продольная полоса. Заднее крыло имеет широкую перевязь. Нижняя сторона крыльев крыльев яркая, контрастная — темные поля имеют красноватый оттенок. На заднем крыле прикорневой сероватый мазок выражен слабо. Два верхних пятна светлой срединной перевязи отчетливее выделяются своей беловато-голубой окраской. Порой встречаются особи с белыми пятнами и перевязями на верхней стороне крыльев. Субмаргинальная темно-голубая полоса снизу на задних крыльях образует полулунные. Половой диморфизм не выражен — самка по окраске и рисунку не отличается от самца. У самцов красные краевые пятна в анальной части сверху задних крыльев выражены очень слабо, а у самок сохраняются лишь в виде опыления. Самка крупнее, с более широкими крыльями.

## Ареал
Забайкальский край, Дальний Восток России, Северо-Восточный Китай, Корейский полуостров.

## Биология
Развивается за год в одном поколении. Время лёта начинается в конце июня и продолжается до середины августа. Бабочки встречаются в широколиственных и смешанных лесах, заселяет преимущественно различные типы горных смешанных лесов. Гусеница питается на берёзе плосколистной, зимует. Окукливается на ветках.